# Hydrogen (музичка група)
Hydrogen је српска музичка група.
Бенд је основан 2016. године, а у тренутном саставу наступа од 2018. године. Чине га Никола Митровић, Марио Кујунџић, Павле Кунтић и Никола Вујадиновић. Године 2021. објављују прву песму. До такмичења ПЗЕ '24 су објављивали песме само на енглеском језику. На Песми за Евровизију ’24 представили су се песмом Немогућа мисија. Жанр њихове музике је инди рок.

## Дискографија

### Албуми
- ЕП: En Route (2021)

### Синглови
- I Am The Sun (2022)
- Tell Your Cat I Said Hi (2022)
- Немогућа мисија (2024)
- Been A Minute Or Two (2024)
- Сећање #1 (2024)